# 大赤鲁遗址
大赤鲁遗址，位于中国河北省保定市遂城镇冯家町村，为保定市徐水县的一个省级文物保护单位，类型为古遗址，公布时间为2001年2月7日。
大赤鲁遗址的历史年代为夏朝。